# Lista królów elamickich

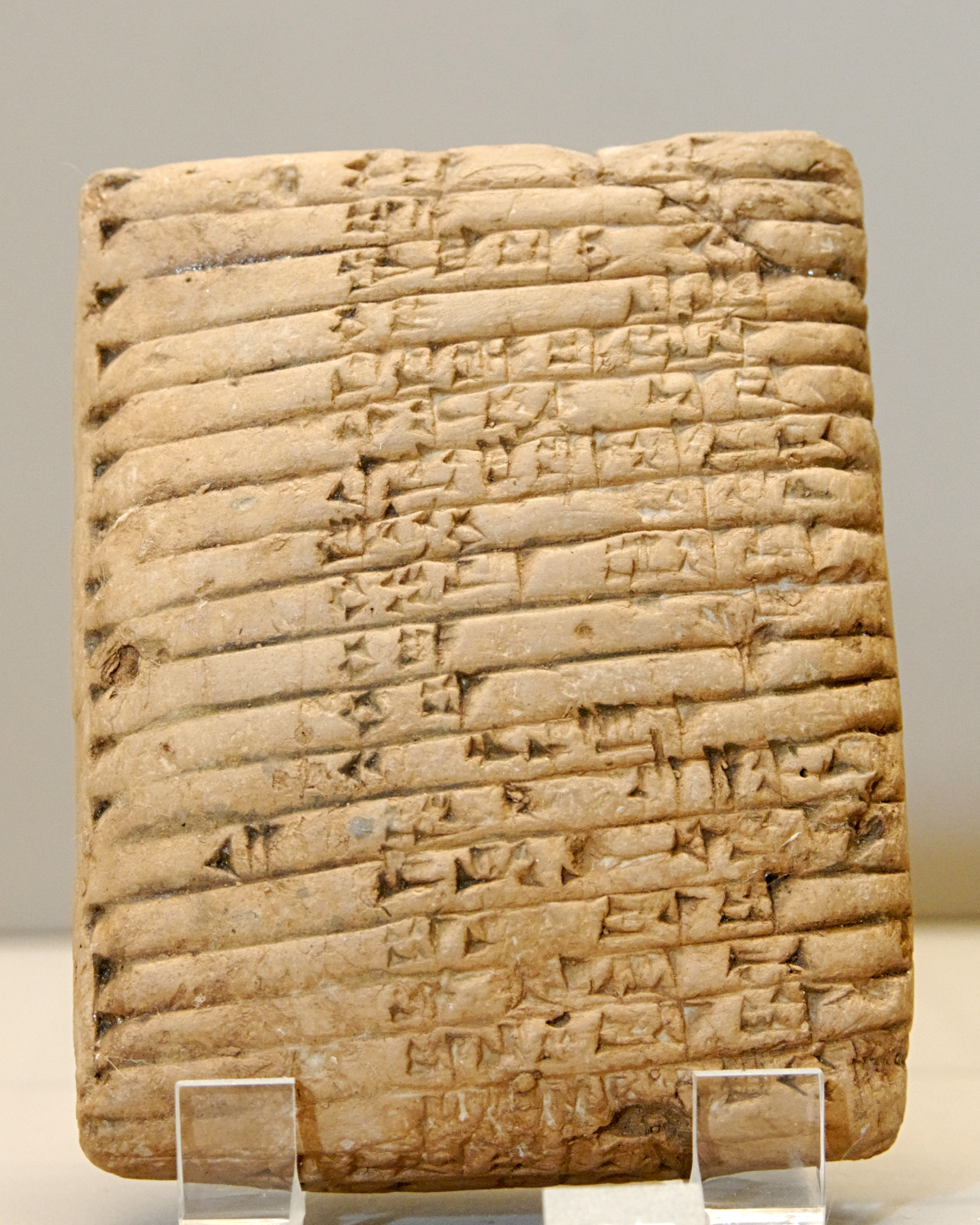
Tabliczka z listą dynastyczną królów elamickich; pocz. II tys. p.n.e.; znaleziona w Suzie w 1932 roku; obecnie w zbiorach Luwru.

## Dynastia z Awan (ok. 2500–2200 p.n.e.)
- Trzech królów o nieznanych imionach
- Peli
- Tata
- Ukkutachasz
- Chiszur (ok. 2450 p.n.e.)
- Szuszuntarana
- Napilchusz
- Kukku-Siwe-temti
- Luh-iszszan (przełom XXIV/XXIII w. p.n.e.) – współczesny akadyjskiemu królowi Sargonowi Wielkiemu
- Hiszep-ratep (ok. 2275 p.n.e.) – współczesny akadyjskiemu królowi Rimuszowi
- Helu
- Epir-mupi (XXIII w. p.n.e.) – współczesny akadyjskiemu królowi Naram-Sinowi
- Hita (ok. 2250 p.n.e.) – współczesny akadyjskiemu królowi Naram-Sinowi
- Kutik-Inszuszinak (2 połowa XXIII p.n.e.) – współczesny akadyjskim królom Naram-Sinowi i Szar-kali-szarri

## Dynastia z Simaszki (ok. 2100–1900 p.n.e.)
- Girnamme (ok. 2040 p.n.e.) – współczesny Szu-Suenowi z III dynastii z Ur
- Lu-luhhan
- Eparti (Ebarti, Ebarat?) (ok. 2030 p.n.e.?) – być może współczesny Szu-Suenowi z III dynastii z Ur
- Hutran-temti (koniec XXI w. p.n.e.) – być może współczesny Ibbi-Suenowi z III dynastii z Ur
- Kindattu
- Idaddu I (Idaddu-Inszuszinak, Indattu) (ok. 1970–1945 p.n.e.)
- Tan-Ruhuratir (ok. 1945–1925 p.n.e.)
- Idaddu II (Idattu) (ok. 1925–1870 p.n.e.)

## Okres panowaniasukkalmahów(ok. 1900–1500 p.n.e.)
Dynastia z Anszan i Suzy
- Eparti II (ok. 1850–1830 p.n.e.)
- Silhaha (ok. 1830–1800 p.n.e.)
- Siruktuh I (ok. 1800–1772 p.n.e.) – współczesny Hammurabiemu z Babilonu
- Simut-wartasz (1772–1770 p.n.e.)
- Siwe-palar-chuppak (1770–1745 p.n.e.)
- Kuduzulusz I (1745–1730 p.n.e.)
- Kutir-Nahhunte I (1730–1700 p.n.e.)
- Lila-ir-tasz (1700–1698 p.n.e.)
- Temti-agun II (1698–1685 p.n.e.)
- Tan-Uli (1685–1655 p.n.e.)
- Temti-chalki (1655–1650 p.n.e.)
- Kuk-naszur II (1650–1635 p.n.e.)
- Kutir-Szilchacha I (1635–1625 p.n.e.)
- Temti-raptasz (1625–1605 p.n.e.)
- Kuduzulusz III (1605–1600 p.n.e.)
- Tata (1600–1580 p.n.e.)
- Atta-merra-chalki (1580–1570 p.n.e.)
- Pala-iszszan (1570–1545 p.n.e.)
- Kuk-kirwasz (1545–1520 p.n.e.)
- Kuk-Nahhunte (1520–? p.n.e.)
- Kutir-Nahhunte (ok. 1500 p.n.e.)

## Okres klasyczny (ok. 1450–1100 p.n.e.)
- Hurbatila (ok. 1330 p.n.e.)

Dynastia Igehalkidów
- Ige-halki (ok. 1320 p.n.e.)
- Pahir-iszszan
- Attar-kitah (ok. 1310–1300 p.n.e.)
- Humban-numena (ok. 1275 p.n.e.)
- Untasz-Napirisza (1275–1240 p.n.e.)
- Unpahasz-Napirisza
- Kiden-Hutran (ok. 1215 p.n.e.) – współczesny Tukulti-Ninurcie I

Dynastia Szutrukidów
- Hallutusz-Inszuszinak (1205–1185 p.n.e.)
- Szutruk-Nahhunte I (1185–1155 p.n.e.)
- Kutir-Nahhunte III (1155–1150 p.n.e.)
- Szilhak-Inszuszinak (1150–1120 p.n.e.)
- Huttelusz-Inszuszinak (1120–1110 p.n.e.) – współczesny Nabuchodonozorowi I
- Szilhina-Hamru-Lakamar (?–1100 p.n.e.)

## Władcy nowoelamiccy (ok. 800–600 p.n.e.)
- Humban-tahrah (760?–743 p.n.e.)
- Humban-nikasz I (743–717 p.n.e.) – współczesny Sargonowi II
- Szutruk-Nahhunte II (717–699 p.n.e.) – współczesny Sennacherybowi i Marduk-apla-iddinie II
- Halluszu-Inszuszinak (699–693 p.n.e.) – współczesny Sennacherybowi, Marduk-apla-iddinie II, Aszur-nadin-szumiemu i Nergal-uszezibowi
- Kudur-Nahhunte (693–692 p.n.e.) – współczesny Sennacherybowi
- Humban-nimena (692–689 p.n.e.) – współczesny Sennacherybowi i Muszezib-Mardukowi
- Humban-haltasz I (689–681 p.n.e.)
- Humban-haltasz II (681–675 p.n.e.)
- Urtak (674–663 p.n.e.) – współczesny Aszurbanipalowi
- Tepti-Humban-Inszuszinak (Teumman) (664–653 p.n.e.) – współczesny Aszurbanipalowi
- Humban-nikasz II (653?–652 p.n.e.) – współczesny Aszurbanipalowi
- Tammaritu II (652?–649? p.n.e.)
- Indabigasz (649?–648? p.n.e.)
- Tammaritu II (647? p.n.e.)
- Humban-haltasz III (648–640? p.n.e.)